# Louis François Félix Musnier
Louis François Félix Musnier, baron de Folleville, comte de la Conserverie (* 18. Januar 1766 in Longueville; † 16. November 1837 in Paris) war ein französischer General der Infanterie.

## Leben und Wirken
Am 22. August 1780 kam Musnier als Kadett an die École militaire in Paris (7. Arrondissement) und wurde bereits am 10. Januar des darauffolgenden Jahres zum Sous-lieutenant befördert.
Am 22. Dezember 1782 wechselte Musnier in den aktiven Militärdienst. Er konnte sich durch Tapferkeit auszeichnen und wurde auch mehrfach befördert: Lieutenant (10. August 1788), Ernennung zum Adjudant-major (15. September 1791) und Beförderung zum Capitaine (1. März 1792). Mit Wirkung zum 1. Juli 1792 wurde er zur Rheinarmee versetzt; er kam als Aide-de-camp zu General Alexis Magallon de la Morlière (1707–1799).
Als Napoleon 1796 seinen Italienfeldzug plante, meldete sich Musnier freiwillig. Nach weiteren Auszeichnungen wurde er am 17. Dezember 1799 durch das Direktorium zum Général de brigade befördert. Anfang Juni 1800 wechselte er in den Stab von General Jean Boudet.
Zwischen 23. September und 13. November 1801 stand Musnier zur Disposition. Anschließend übernahm er in Rouen die Führung einer Division und am 1. Februar 1805 beförderte ihn der Kaiser persönlich zum Général de division.
Im Sommer 1808 kam Musnier in den Krieg nach Spanien. Er nahm an der Belagerung von Saragossa (Dezember 1808/Februar 1809) und der Schlacht von Tudela teil und kämpfte im folgenden Jahr in der Schlacht bei Alcañiz (23. Mai 1809) und in der Schlacht bei Belchite (18. Juni 1809).
Im April/Mai 1810 nahm er an den Belagerungen von Lérida und Tortosa (Dezember 1810/Januar 1811) teil. Er kämpfte unter Marschall Suchet in der Schlacht von Sagunt (25. Oktober 1811) und nahm am Vormarsch nach Valencia teil. Später beteiligten sich seine Truppen an den Kämpfen bei Castalla (13. April 1813) und in der Schlacht bei Ordal (13. September 1813). Nach der Niederlage in der Schlacht von Vitoria (21. Juni 1813) musste er mit seinen Truppen nach Frankreich zurückweichen.
Nach der Schlacht bei Paris (30. März 1814) und Napoleons Abdankung (→Abdikation) wechselte Musnier auf die Seite der Bourbonen und unterstützte König Ludwig XVIII. Während dieser Zeit fungierte Musnier als Generalinspekteur der Infanterie an der Kanalküste. Als Napoleon die Insel Elba verließ und dessen „Herrschaft der Hundert Tage“ begannen, lief Musnier sofort zum Kaiser über.
Nach der Schlacht bei Waterloo (18. Juni 1815) blieb Musnier einige Wochen ohne offiziellen Auftrag und wurde am 4. September desselben Jahres in den vorläufigen Ruhestand geschickt. Zwischen 17. Februar 1831 und 1. März 1832 war er mit einigen eher administrativen Aufgaben als état-major général beschäftigt. König Louis-Philippe I. verabschiedete Musnier am 1. März 1832 offiziell in den Ruhestand.
Musnier ließ sich in Paris nieder und starb am 16. November 1837. Seine letzte Ruhestätte fand er auf dem Cimetière de Montmartre.

## Ehrungen
- 11. Dezember 1803 Chevalier der Ehrenlegion
- 14. Juni 1804 Commandeur der Ehrenlegion
- 24. August 1810 Grand Officier der Ehrenlegion
- 20. Januar 1811 baron de l’Émpire
- 27. Juli 1814 Chevalier des Ordre royal et militaire de Saint-Louis
- 31. Dezember 1814 Comte de l’Émpire
- Sein Name findet sich am westlichen Pfeiler (37. Spalte) des Triumphbogens am Place Charles-de-Gaulle (Paris)